# Solomon Agbalaka
Solomon Chinonso Agbalaka (né le 9 novembre 2003) est un footballeur international nigérian qui joue au poste d'arrière gauche ou défenseur central au FC Saburtalo Tbilissi en prêt.

## Biographie

### En club
Il est prêté 2022 au MFM FC, il prend le poste de titulaire en Championnat du Nigeria de football à l’âge de 19 ans.
En 2023 il rejoint le club FK Sotchi en première division Russe une nouvelle fois en prêt.

### En sélection
Convoqué en 2022 avec l’Équipe du Nigeria des moins de 20 ans de football pour participer à la Coupe d'Afrique des nations de football des moins de 20 ans 2023 il contribue à marquer un but contre l’Égypte pays hôte, sortant comme homme du match puis une deuxième fois récompensée par une passe décisive contre l’équipe du Mozambique.
Il termine troisième de la Can -20 2023 où il s’illustre parmi l’équipe type.
Qualifier pour la Coupe du monde de football des moins de 20 ans 2023 , Il joue son premier match le 21 mai 2022 face a la République dominicaine, Il est titularisé par la suite à chaque match ou il atteint les quarts de finale.

## Palmarès
FC Saburtalo Tbilissi
- Championnat de Géorgie :
  - Champion : 2024.

 Nigeria -20 ans
- Coupe d'Afrique des nations -20 ans :
  - Troisième : 2023.

### Distinctions individuelles
- Équipe Type Can U20 2023